# Angelo Del Bon

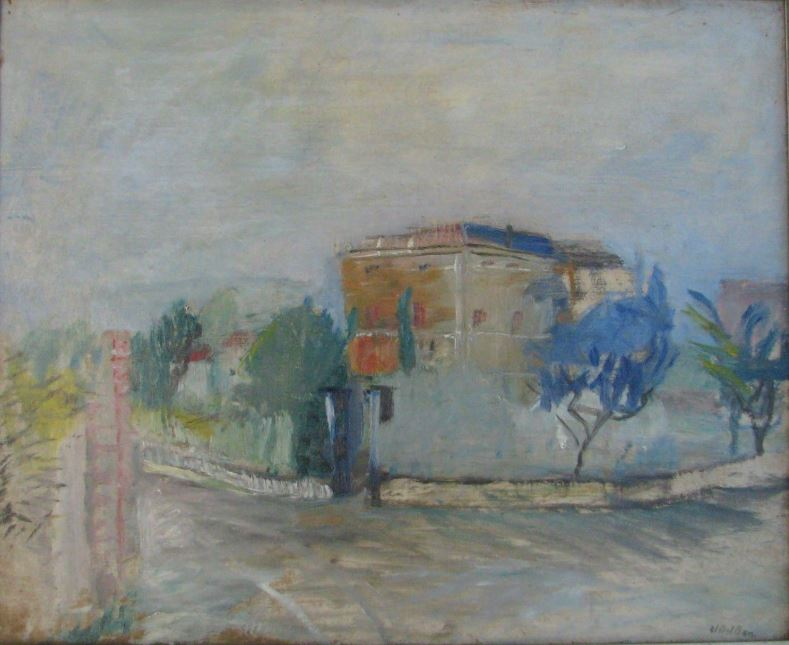
Angelo Del Bon - Casa a Cattolica olio su tavola 1944 - Parma, Collezione privata

Angelo Del Bon (Milano, 12 aprile 1898 – Desio, 10 giugno 1952) è stato un pittore italiano.

## Biografia
Figlio di  Giovanni e Idalide Abbrighi frequentò giovanissimo l'Accademia di Brera seguendo gli insegnamenti di Antonio Ambrogio Alciati e diplomandosi nel 1922.
Nel 1923 iniziò la sua carriera artistica condividendo lo studio di Piazzale Asso con Umberto Lilloni.
Nel 1929 si trasferì nello studio degli artisti di Via Solferino e diede vita con gli amici Umberto Lilloni, Francesco De Rocchi,  Adriano Spilimbergo,  Cristoforo De Amicis e la presenza del critico  Edoardo Persico ad nuova esperienza pittorica  definita "Chiarismo".
Nel 1928 gli venne conferito a Milano il “Premio Fondazione Fumagalli” e nello stesso anno partecipò alla XVI Biennale di Venezia e alle successive sette edizioni.
Nel 1934 ottenne sempre a Milano il “Premio Principe Umberto”.
Nel 1935 venne nominato insegnante di ruolo nella cattedra di "Figura" presso il liceo artistico di Brera e nel 1941 fu insegnante di "Figura" presso l'Accademia di Brera.
Nel 1937 gli fu attribuito il “Premio Lecco” alla Quadriennale di Lecco.
Nel 1944 si sposò con Jolanda Villa.

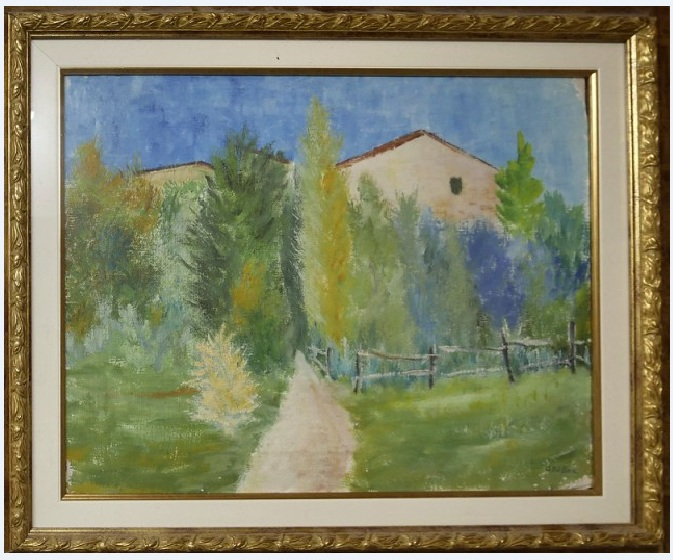
Verso il Villaggio, 1945 (Casa Museo Francesco & Cristina)

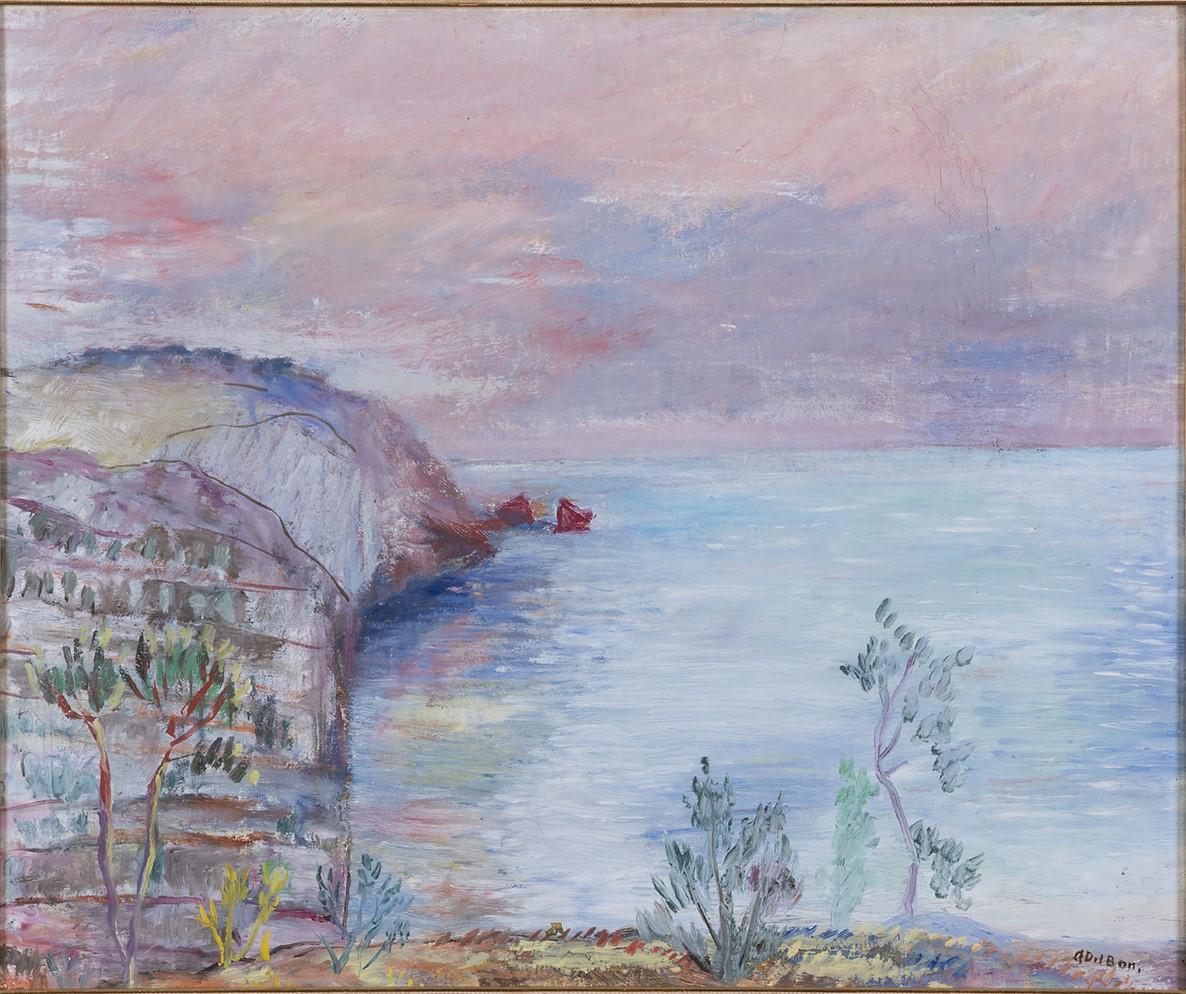
Angelo Del Bon marina ligure

Fra il 1933 e il 1942 frequentò Castiglione delle Stiviere, ospite dei pittori Oreste Marini ed  Ezio Mutti. Fu ospite a Castel Goffredo per diversi soggiorni artistici di Maddalena Nodari, che lo considerava suo maestro. Le permanenze nella zona offrirono nuovi spunti ai suoi paesaggi chiaristi: le colline e il Lago di Garda, con Sirmione e Bardolino. Alla fine di questo periodo si applicò alla figura, al ritratto e alla natura morta.
Nel 1941 ottenne il “Premio Bergamo” alla  IV Mostra Bergamo e nel 1942 l'ambito “Premio Ministero” del Ministero Educazione Nazionale a Roma.
Nel 1950 venne colto da paresi e all'Accademia di Brera fu sostituito da Cristoforo De Amicis.
Morì a Desio il 10 giugno 1952 dopo aver ricevuto il “Premio Desio” dieci giorni prima.
Nel 1954 la Biennale di Venezia gli rese omaggio dedicandogli  una sala, allestita dal pittore Domenico Cantatore.

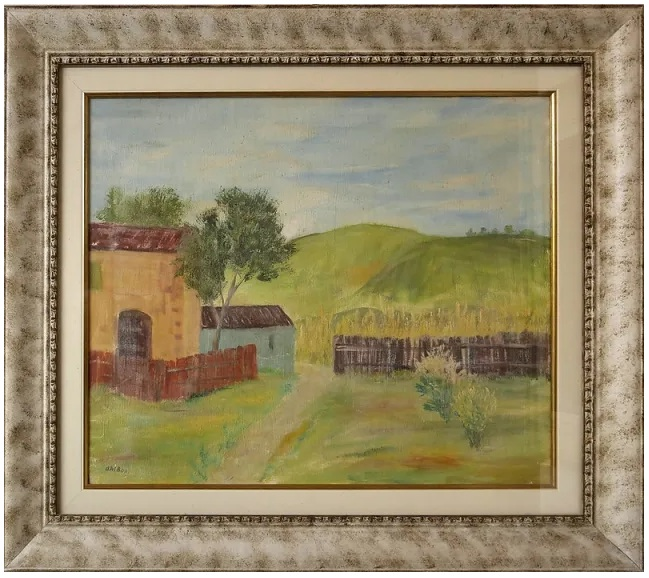
Campagna Mantovana, 1945 (Casa Museo Francesco & Cristina)

## Opere
- Bambina alla finestra, 1931, Museo d'Arte Moderna dell'Alto Mantovano - Gazoldo degli Ippoliti
- Casetta bianca, 1932, Museo del Novecento Milano
- Autoritratto, 1935, Museo d'Arte Moderna dell'Alto Mantovano - Gazoldo degli Ippoliti
- Paesaggio a San Siro con cavaliere, Museo d'Arte Moderna dell'Alto Mantovano - Gazoldo degli Ippoliti
- Nevicata, 1937, Fondazione Banca Agricola Mantovana - Mantova
- Montagna di Lecco, 1937, Musei Civici di Lecco - Galleria Comunale d'Arte Lecco
- Fiori, 1950, Museo MA*GA - Gallarate
- Fiori Gialli, 1952, Museo MA*GA - Gallarate